# Borststarr
Borststarr (Carex microglochin) är en gräslik växt med trådsmala blad. Tillhör släktet starrar och familjen halvgräs, med styvt strå och flera, trådsmala blad. Axet sitter ensamt i stråtoppen och har bara ett tiotal blommor, hanblommorna sitter i toppen och honblommorna vid basen.
Borststarr växer i fuktiga marker från Härjedalen till Torne lappmark, dock ganska sällsynt.
Artnamnet microglochin kommer av grekiskans mikros (liten) och latinets glochin (krok eller brodd), vilket syftar på den utskjutande borstlika blomaxeln. 